# Villa Wiel Dall'Armellina
Villa Wiel Dall'Armellina è una villa veneta risalente al XIX secolo e sita a Mareno di Piave (TV), lungo la strada provinciale che collega Conegliano a Vazzola, a ovest del capoluogo comunale.

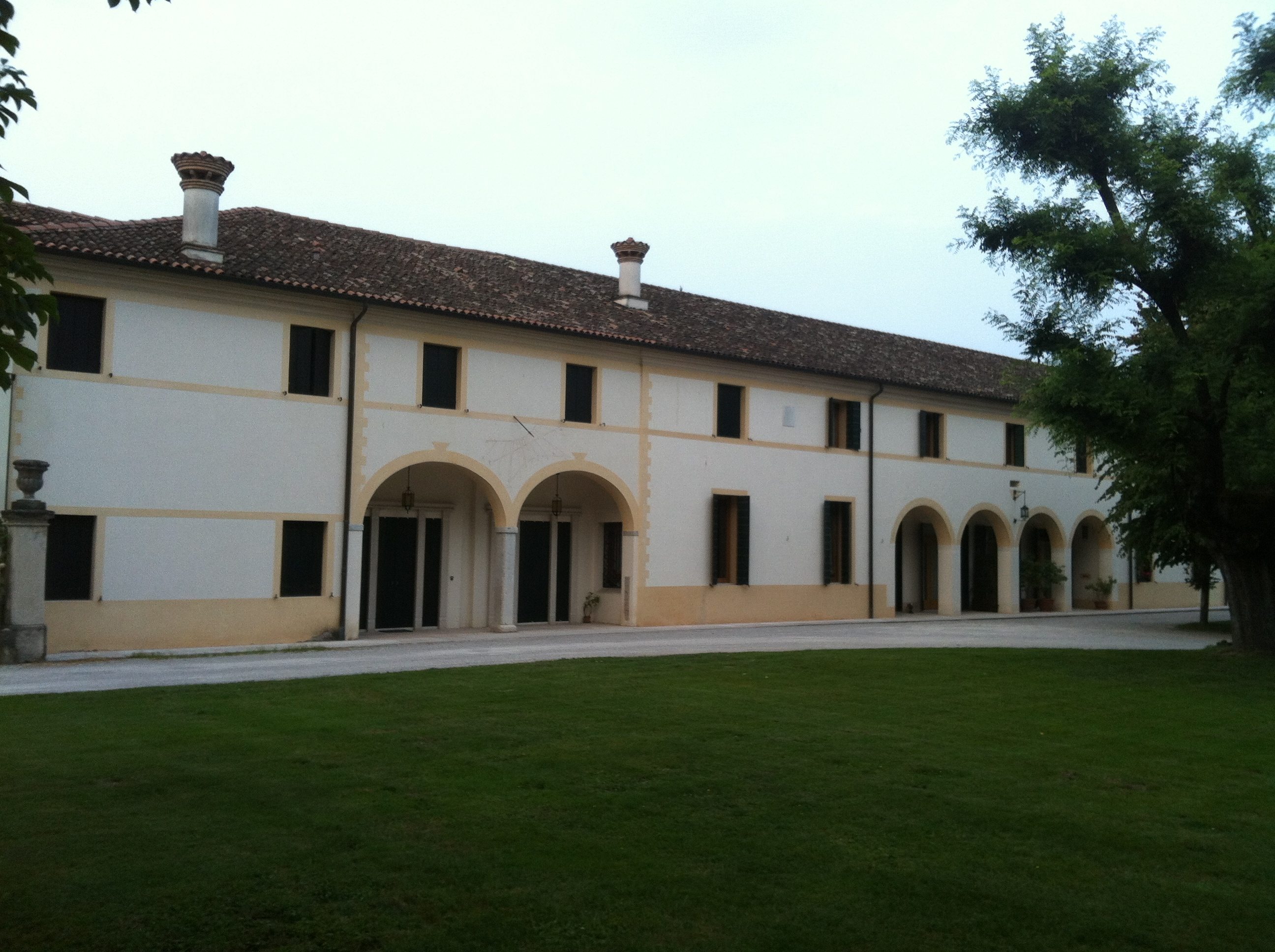
Villa Wiel Dall'Armellina - Barchesse

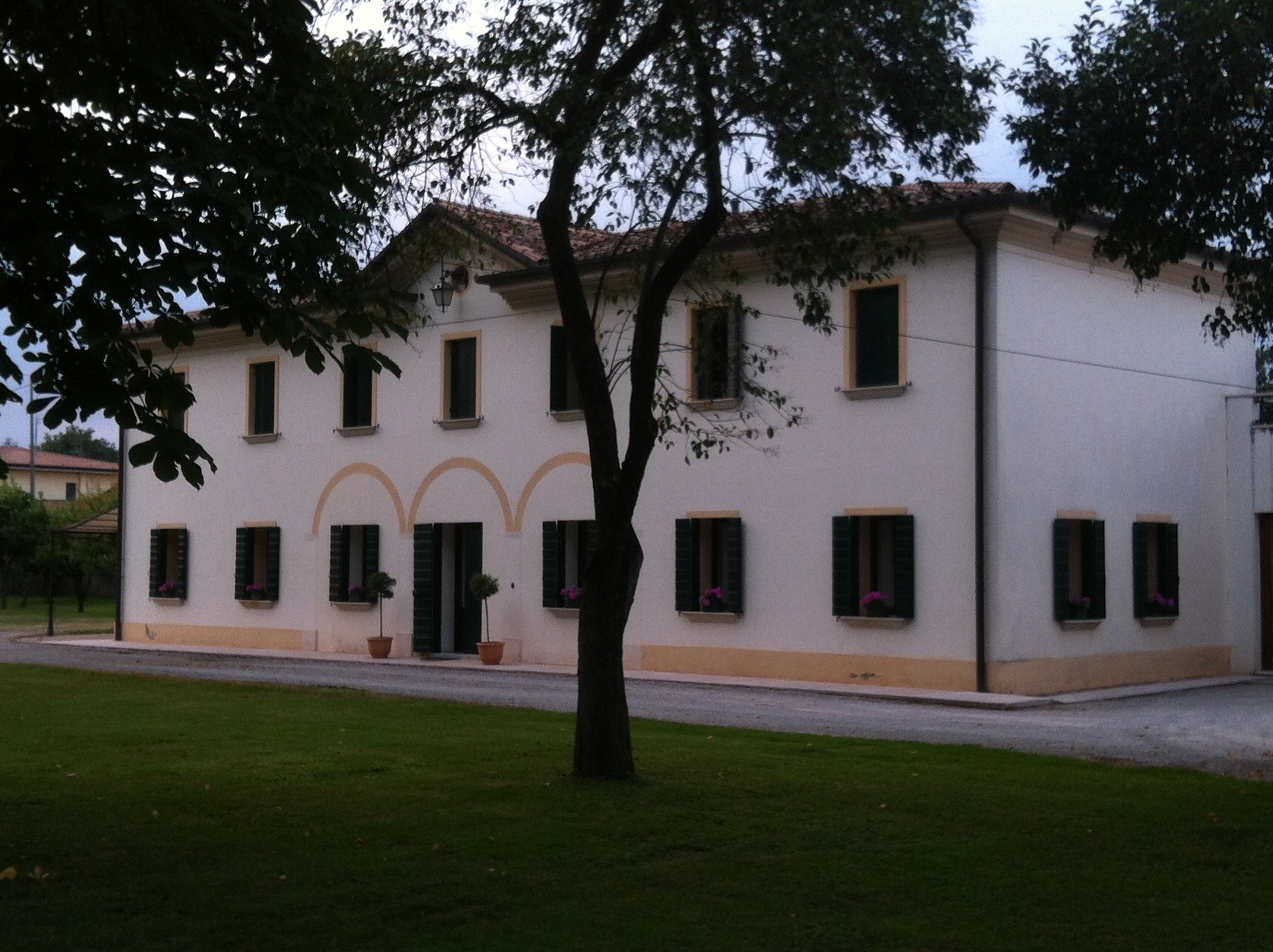
Villa Wiel Dall'Armellina - Le Antiche Scuderie

## Storia
Villa Wiel Dall'Armellina risale ai primi del XIX secolo, costruita su parti precedenti e risalenti al XVII secolo. Nelle mappe della Repubblica Serenissima compaiono già dal 1540 agglomerati rurali che negli anni hanno assunto l'attuale configurazione. La Villa è stata completamente restaurata nel 1997. Essa è posta fuori del perimetro urbano di Mareno di Piave, in una zona che nel corso degli anni ha assunto carattere residenziale. Durante la seconda guerra mondiale la Villa è stata il centro nevralgico logistico e direzionale del corpo militare Decima Mas.

## Descrizione
Il corpo padronale della Villa è contiguo ad altri edifici, barchesse e scuderie, facenti parte dello stesso complesso ed inserita in un rigoglioso parco secolare di castagni. Il complesso, seminascosto da alberi ad alto fusto, è racchiuso da una recinzione muraria interrotta da un cancello in ferro d'epoca posto tra due imponenti pilastri di blocchi lapidei con sfere sommitali. La Villa Padronale si sviluppa su tre piani. La facciata, simmetrica e tripartita, è movimentata dalla presenza al primo piano di una monofora a profilo architravato, arricchita da un poggiolo con parapetto in ferro battuto leggermente sporgente, sorretto da due mensole in pietra; a ogni lato ci sono due finestre rettangolari arricchite nella parte superiore da una cornice a profilo triangolare. Tra le finestre del primo piano e dell'attico sono state inserite quattro lesene molto appiattite che formano una specchiatura centrale tra le aperture mediane della facciata. Cartelle rettangolari con decorazioni al centro sono invece collocate sotto le finestre laterali del primo piano e sopra la porta; una lunetta decorata è posta anche sopra la monofora centrale del rimo piano. Sul tetto a padiglione si elevano quattro imponenti camini in mattoni a sezione circolare ripresi anche sulle costruzioni attigue. Al lato sinistro della Villa Padronale si trovano le antiche scuderie sviluppate su due piani con un gradevole portico a tre fori ed una sequenza simmetrica di finestre a movimentare l'intera facciata. Al lato destro della Villa Padronale si estendono le barchesse, sviluppate pure su due piani, che alternano grandi finestre rettangolari a portici con una cadenza simmetrica, semplice ed estremamente gradevole. Tra la Villa Padronale e le Barchesse trova spazio un imponente salone delle feste dai generosi volumi stupendamente affrescato con scorci della campagna trevigiana e le colline circostanti in cui la Villa è collocata.

## Altre immagini

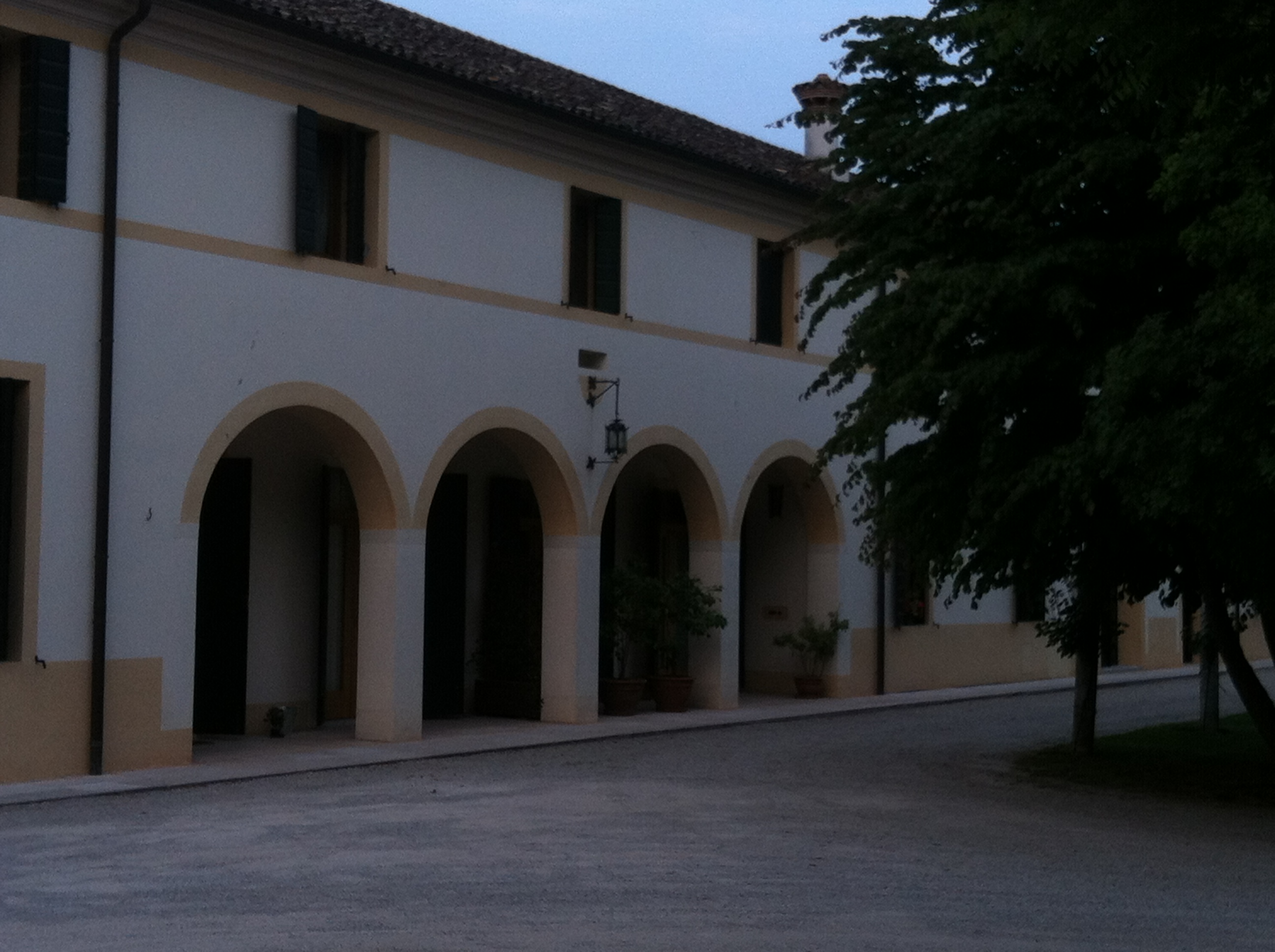
Porticato delle Barchesse
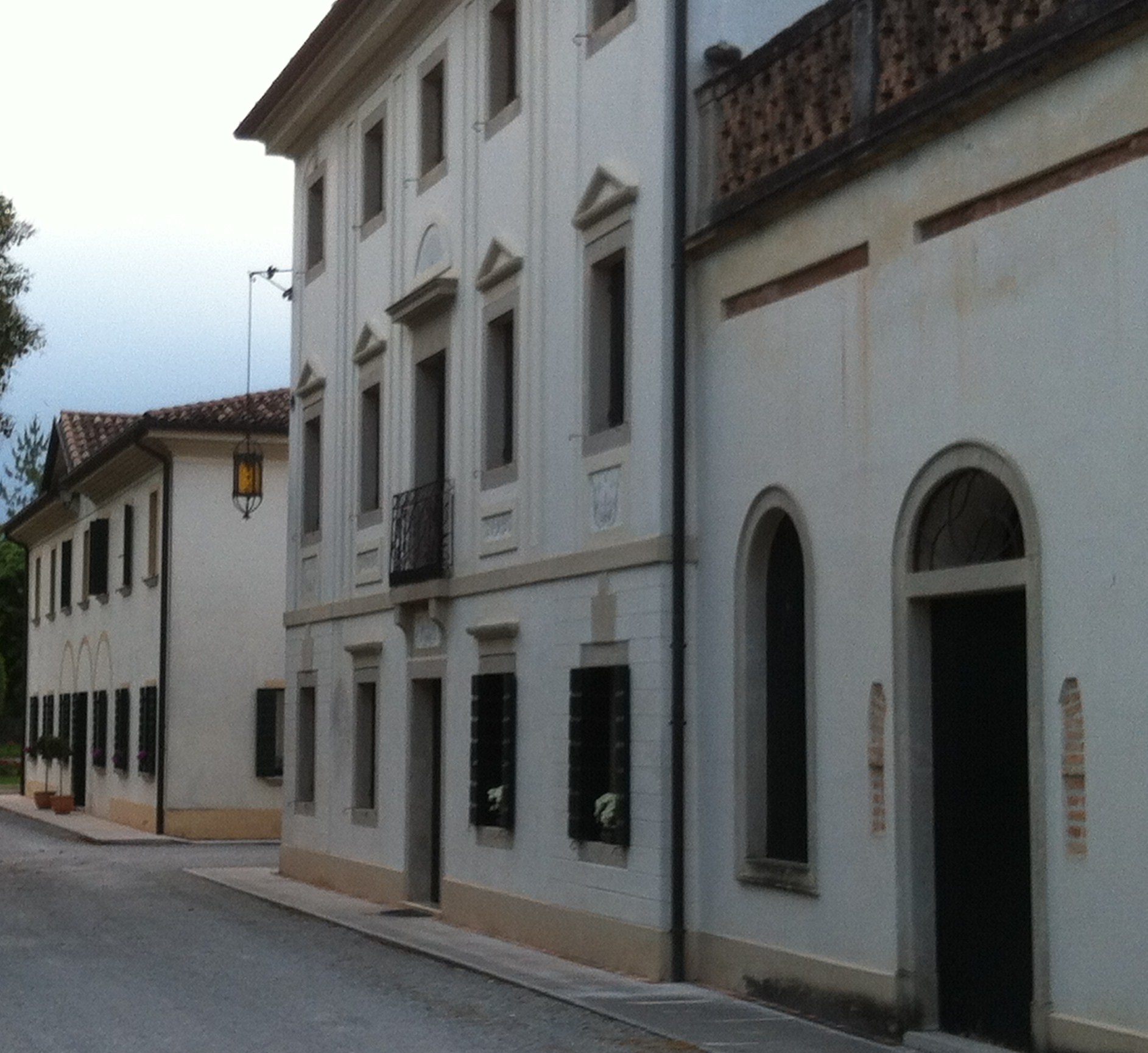
Particolare facciata Villa Padronale
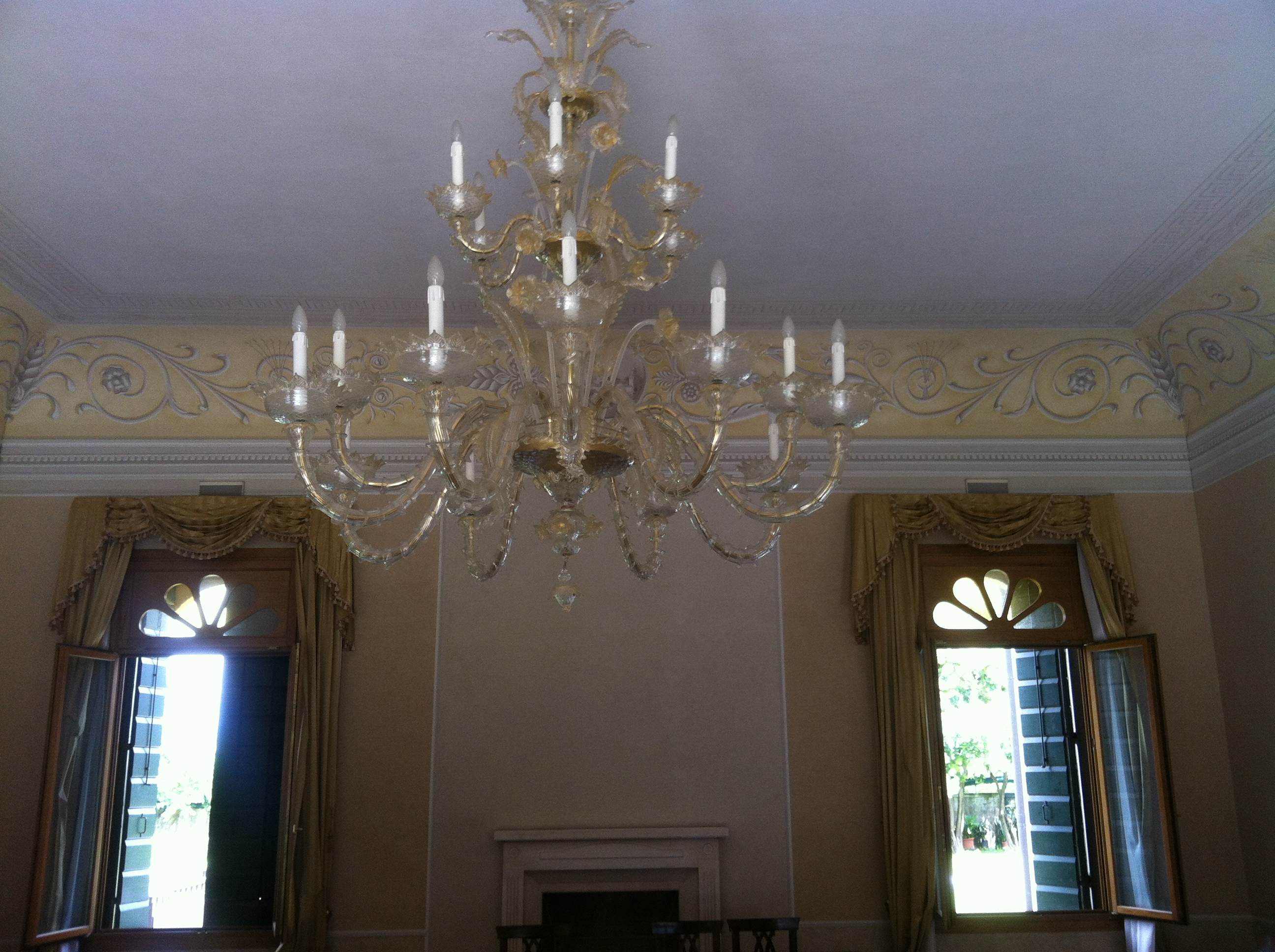
Il Salone delle Feste
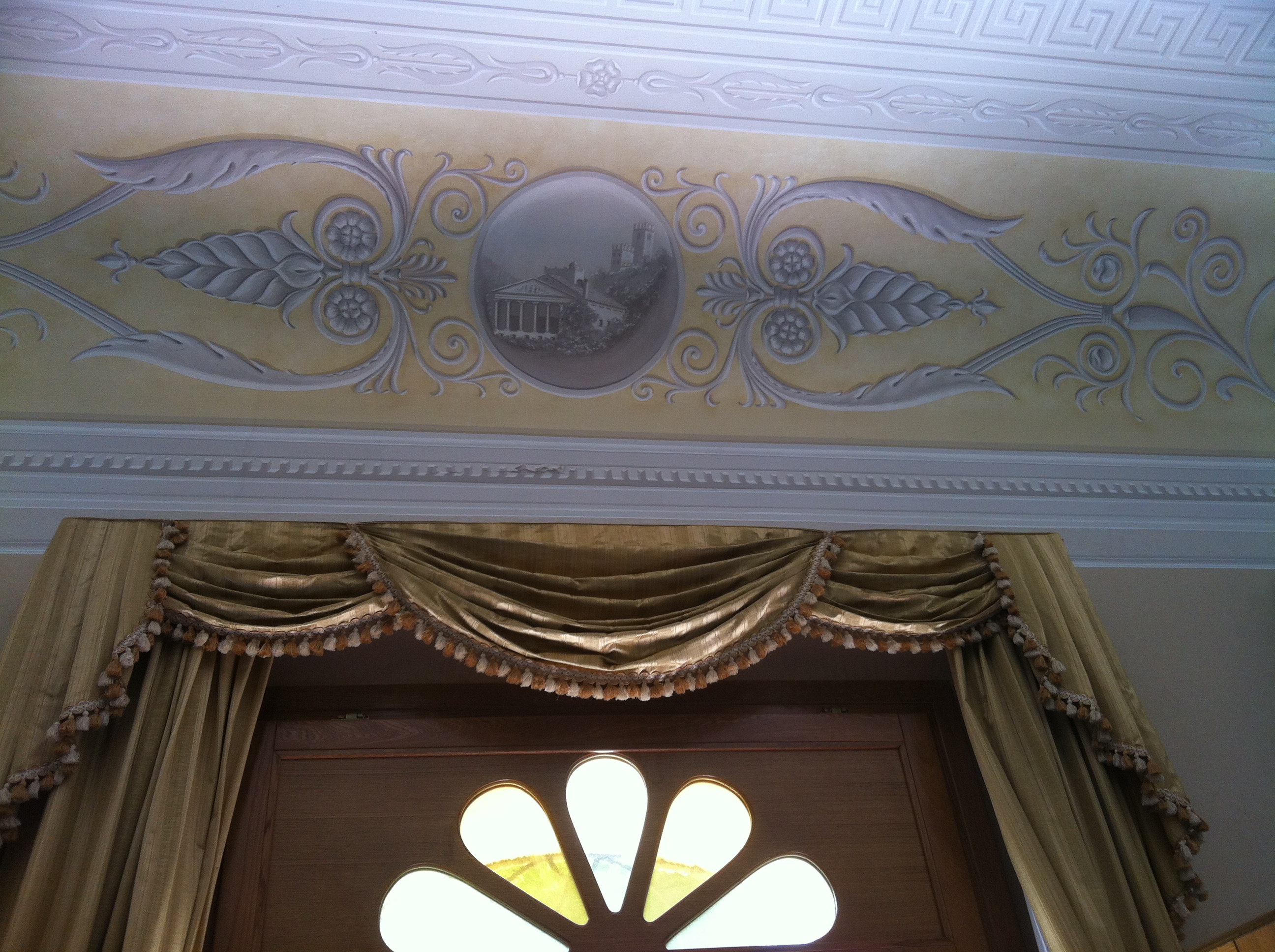
Particolare degli Affreschi